# Кеттелл, Джеймс Маккин
Дже́ймс Макки́н Ке́ттелл (англ. James McKeen Cattell, 25 мая 1860, Истон, Пенсильвания — 20 января 1944, Ланкастер, Пенсильвания) — американский психолог, один из первых специалистов по экспериментальной психологии в США, первый профессор психологии. Родоначальник методов тестирования, автор ряда психологических тестов, один из первых специалистов по психометрии и психодиагностике.
В начале карьеры Джеймса Кеттелла психология рассматривалась учёными как незначительная область исследований или даже лженаука наподобие френологии. Возможно, Кеттелл более чем кто-либо из его современников способствовал становлению психологии как уважаемой науки. После его смерти Нью-Йорк Таймс назвала его «старейшиной американской науки».

## Ранние годы
Джеймс родился в Истоне (Пенсильвания), в состоятельной известной семье. Его отец, Уильям Кэсседи Кеттелл, пресвитерианский священник, вскоре после рождения сына занял пост президента Лафайет-Колледжа. Средств для воспитания ребёнка было более чем достаточно, так как Элизабет Маккин, мать Джеймса также была весьма состоятельной невестой. Для иллюстрации известности семьи можно также упомянуть Александра Гилмора Кеттелла, брата Уильяма, который представлял Нью-Джерси в Сенате США.
По всем имеющимся сведениям, детство Джеймса Кеттелла было вполне счастливым, он в 16 лет поступил в Лафайет Колледж, где получил свой первый диплом с отличием через четыре года. В 1883 там же он получил диплом магистра. Основное внимание его научной работы того времени было сосредоточено на английской литературе, хотя и математике он также уделял внимание.
Кеттелл нашёл своё призвание только после поездки на учёбу в Германию, где он встретил своего наставника, Вильгельма Вундта, считающегося основателем современной психологии. Он покинул Германию в 1882 для обучения в Университете Джонса Хопкинса, однако уже через год вернулся в Лейпциг, для работы в должности ассистента Вундта. С собой он привёз четыре пишущих машинки марки «Ремингтон». Вундт был настолько восхищен машинками, что стал обладателем одной из них и значительно увеличил количество своих работ. Совместный труд был весьма продуктивен, вдвоём они заложили основы для научного исследования интеллекта, а Кеттелл под руководством своего наставника стал первым американцем, защитившим докторскую диссертацию по психологии («Психометрическое исследование», Psychometric Investigation).

## Академическая карьера
После возвращения из Германии карьера Кеттелла развивалась бурными темпами. В 1888 году он стал первым в США профессором психологии в Пенсильванском университете, затем деканом факультета психологии, антропологии и философии Колумбийского университета, а в 1895 был избран президентом Американской психологической ассоциации.
С самого начала своей карьеры Кеттелл посвятил свой труд превращению психологии в уважаемую область научных исследований, подобную традиционным естественным наукам, химии и физике. Полагая, что дальнейшая работа может сделать интеллект набором стандартных единиц для измерения, он применял к этой задаче методы, разработанные Фрэнсисом Гальтоном.

## Пацифизм
1 октября 1917 Кеттелл был уволен из Колумбийского университета за его выступления против Первой мировой войны. Однако, по итогам судебного разбирательства, университет был вынужден выплатить 40 000 $, которые легли в основу созданной Кеттеллом в 1921 Psychological Corporation, одной из крупнейших психодиагностических фирм в США.

## Журналы
Кеттелл оказался более известен своей организаторской деятельностью, нежели научными исследованиями, так как работа по редактированию и изданию научных журналов отнимала много времени. В 1894 году совместно с Болдуином Д. М. он основал Psychological Review, одного из наиболее влиятельных журналов, издаваемых сейчас АПА. В 1895 он выкупил издание Science у Александра Грэма Белла, которое вскоре стало официальным изданием Американской ассоциации развития науки.

## Избранные работы
- Cattell, James McKeen. 1890. Mental tests and measurements. Mind 15: 373-81
- Cattell, James McKeen. 1885. Ueber die Zeit der Erkennung und Benennung von Schriftzeichen, Bildern und Farben. Philosophische Studien 2: 635—650
- Cattell, James McKeen. 1886. Psychometrische Untersuchungen, Erste Abtheilung. Philosophische Studien 3: 305—335
- Cattell, James McKeen. 1886. Psychometrische Untersuchungen, Zweite Abtheilung. Philosophische Studien 3: 452—492
- Cattell, James McKeen. 1902. The time of perception as a measure of differences in intensity. Philosophische Studien 19: 63-68